# Озерне (Костанайський район)
Озе́рне (каз. Озерное) — село у складі Костанайського району Костанайської області Казахстану. Адміністративний центр Озерного сільського округу.
Населення — 1891 особа (2021; 2044 у 2009, 2159 у 1999, 1880 у 1989).